# Knuth Becker
Carl Henrik Knuth Becker född 21 januari 1891 i Hjørring, död 30 oktober 1974, var en dansk författare.
Becker var son till en maskinhandlare i Hjørring. Föräldrarna var medlemmar i Indre Mission och Becker sändes till den av dem ledda uppfostringsanstalten i Holsteins Minde. Han kom senare i livet att starkt opponera sig mot kyrkan. Efter några klasser i hemstadens realskola försökte han sig på olika yrken, gick ett tag i smedslära, var senare lantbrukselev innan han 1924 övertog faderns affärsrörelse, som han lämnade 1932.
Beckers litterära debut kom 1916 med Digte. I diktsamlingen Silhuetter I (1921) fann han sin egen stil, följd av Silhuetter II (1923) och Silhuetter III (1928), alla genomsyrade av politisk och religiös opposition. Pjäsen I som præker (1922) följer samma stil. Det stora genombrottet kom dock med romanserien om Kai Gøtsche: Det daglige brød (1932), Verden venter (1934), Uroligt forår (1938-1939), Når toget kører (1944) och Marianne (1956).
Becker mottog 1961, som den förste, Danska Akademiens Stora Pris och 1971 Herman Bangs Mindelegat.
Knuth Becker var far till tecknaren Mogens Becker.